# Графство Хорн
Графство Хорн (на нидерландски: Graafschap Horn; на френски: Comté de Horn), с варианти на името: Horne, Horn, Hoorn, Hoorne, е графство – държава в състава на Свещената Римска империя, съществувало на територията на съвременните държави Нидерландия и Белгия от 1243 до 1795 г.

## История
Името си графството получава по името на селището Хорн, намиращо се западно от Рурмонд. През XV век резиденцията на графовете на Хорн се премества от Хорн във Верт. След екзекуцията през 1568 г. на последния граф на Хорн – Филип дьо Монморанси, графството влиза в лична уния с Лиежкото епископство.
Графството престава да съществува през 1795 г. когато е окупирано от французите и влиза в състава на френския имперски департамент Мьоз-Инферььор.

## Графове на Хорн
- Вилем I, † 1264/65
- Енгелберт ван Хорн, 1212/64
- Вилем II, † 1300/1301
- Вилем III, † 1301
- Герхард I, † 1330
- Вилем IV., † 1343

- Герхард II., X 1345
- Вилем V, 1344/57
- Вилем VI фон Хорн-Алтена † 1417
- Вилем VII фон Хорн-Алтена, † 1433
- Якоб I фон Хорн, † 1488
- Якоб II фон Хорн, † 1530
- Якоб III фон Хорн, X 1531
- Йохан Ян ван Хорне, † 1540
- Филипе де Монтморенци, † 1568